# Nasi kandar
Le nasi kandar est un plat populaire du nord de la Malaisie, originaire de la ville de Penang. C'est un plat de riz cuit, nature ou parfumé, servi avec une variété de curry et divers accompagnements.

## Étymologie
L'expression nasi kandar vient de l'époque où les vendeurs ambulants portaient sur leurs épaules une canne ou une perche (kandar), avec deux gros récipients de riz à ses extrémités. Le nom est resté, et on retrouve aujourd'hui ce plat dans les étals (mamaks) et estaminets tamouls de la ville.

## Description
Le riz, le plus souvent placé dans un récipient en bois, est accompagné de divers ingrédients, comme du poulet frit, du bœuf au curry, de l'agneau, des œufs de poisson, des crevettes ou des calamars sautés. Il est aussi accompagné de légumes comme l'aubergine, le gombo ou la margose. Un mélange de sauce au curry est ensuite nappé sur le riz.
Ces dernières années, des chaînes de restaurants proposant du nasi kandar ont fait leur apparition, telles que Nasi Kandar Subaidah, Nasi Kandar Nasmir, Pelita Nasi Kandar et Kayu Nasi Kandar.